# 京房 (魏郡太守)
京房（前77年—前37年），字君明，東郡頓丘（今河南省清丰县西南）人。西汉学者，汉元帝时官员。

## 生平
本姓李，因其愛好吹奏音律，自定为京氏，羌笛原本有三個音孔，京房改進後成了多一個，音孔定為商聲，從而使它能奏全宮、商、角、徵、羽五聲。
漢元帝時為郎、魏郡太守。治易學，師從梁人焦延壽，詳於災異，開創了京氏易學，有《京氏易傳》存世。《漢書》有傳。焦延寿曾忧虑说：“得我道以亡身者，京生也。”
汉元帝初元四年（前45年），西羌叛亂，又有日蝕。汉元帝召见他时，京房宣稱：“古帝王以功举贤，则万化成，瑞应著；末世以毁誉取人，故功业废而致灾异。宜令百官各试其功，灾异可息。”又提出《考功课吏法》。當時宦官石顯擔任中书令，诬陷其诽谤朝政，归恶天子，元帝將京房下狱，死狱中。

## 《京氏易傳》
著作
《京氏易傳》
作者
京房 (魏郡太守)
爭議
根據江弘遠《京房易學流變考》一書，自從《京氏易傳》出現後，受朱熹、惠棟，以及《四庫總目提要》的推波助瀾，均認為此書及其條例是出自京房本人之手。本書以沈延國論點加以延伸，確定京房是以十二辟卦所統領的六十卦反復配六十鐘律，八宮卦、納甲、納音則是由荀爽、虞翻、干寶等另一非京氏易學流派演變而來，從《京氏易傳》出現後，遂取代京房原有的模式。
八宮六十四卦
京房易；京氏易；八宮卦